# Altensalzwedel
Altensalzwedel is een plaats en voormalige gemeente in de Duitse deelstaat Saksen-Anhalt, en maakt nu deel uit van de gemeente Apenburg-Winterfeld in de Landkreis Altmarkkreis Salzwedel.
Altensalzwedel telt 381 inwoners.